# 운페르드
운페르드(고대 영어: Unferð)는 덴마크인 에즈라프의 아들이자 흐로드가드왕의 부하이다. 영어식으로는 '운퍼스'라고 쓰기도 한다.
베오울프가 그렌델을 처치하러 덴마크에 나타났을 때, 연회 자리에서 베오울프에게 넓은 대양에서 브레카와 칠 일 밤 동안 수영시합을 벌여 패배했던 일을 언급하며 조롱한다. 그러나 베오울프는 그 말에 반박한다.
이후 베오울프가 그렌델의 어미를 처치하러 갈 때 자신의 보검 흐룬팅을 빌려준다.